# Entodon cymbifolius
Entodon cymbifolius är en bladmossart som beskrevs av H. A. Wager och Hugh Neville Dixon 1920. Entodon cymbifolius ingår i släktet Entodon och familjen Entodontaceae. Inga underarter finns listade i Catalogue of Life.